# Schöenner
Schöennerとは、かつてドイツにあった模型会社。

## 概要
19世紀末にドイツのニュルンベルクには数々のブリキ製玩具を製造する会社が設立された。Schöennerもその一社で1875年にJean Schöennerによって設立された。Schöennerの主力製品は幻灯機と模型蒸気機関、鉄道模型で主に富裕層の子弟を対象としており、イギリスやアメリカへ輸出された。1887年には最初のぜんまい仕掛けの鉄道玩具が発売され、Schöennerのぜんまい仕掛けの製品は同時期の他社の製品には備えられなかった調速機を備えていた。1906年には製造を終了して1912年にかつてOEMで製品を供給していたJosef Falkに事業を売却するまでの間に250人の従業員で30万台以上の製品を販売した。大量に生産されたものの、現存する物は極めて少ない。

## 製品
ぜんまい仕掛けの鉄道模型や実物同様の蒸気機関による鉄道模型や模型蒸気機関を製造、販売した。蒸気機関車はカウキャッチャーを備えたアメリカンスタイルの製品が多かった。